# Овсян, Лукаш
Лукаш Овсян (пол. Łukasz Owsian; род. 24 февраля 1990, Торунь, Польша) — польский профессиональный шоссейный  велогонщик, выступающий за команду мирового тура «CCC Team».

## Достижения
2008
1-й — Этап 4 Велогонка Мира (юниоры)
2011
2-й Чемпионат Польши — Групповая гонка U23
2012
3-й Carpathia Couriers Path — Генеральная классификация
2013
3-й Dookoła Mazowsza — Генеральная классификация
2014
1-й — Этап 3а (КГ) Тур Сибиу
2015
2-й Memorial Grundmanna I Wizowskiego
3-й Кубок Карпат
2016
1-й Гран-при Польши
2-й Korona Kocich Gór
2017
1-й  Тур Британии — Горная классификация
2018
2-й Тур Лангкави
3-й Чемпионат Польши — Групповая гонка
10-й Тур Словакии — Генеральная классификация

## Статистика выступлений

### Гранд-туры
| Гранд-тур       | 2015 | 2016 | 2017 | 2018 |
| --------------- | ---- | ---- | ---- | ---- |
| Джиро д’Италия  | 118  | —    | 88   | —    |
| Тур де Франс    | —    | —    | —    | —    |
| Вуэльта Испании | —    | —    | —    | —    |

| —  | Не участвовал  |
| НФ | Не финишировал |